# 유키노 리사
유키노 리사(雪野梨沙, 1977년 4월 13일 ~ )는 일본의 여성성우. 니가타현 출신. 옐로테일 소속.

## 출연작품

### TV 애니메이션
1996년
- 명탐정 코난 (유카)

2005년
- 엔젤 하트 (사토시, 여자 아이, 관객, 아이, 소녀, 여성A, 여성 손님, 거리의 사람)

2010년
- 슈팅 바쿠간 (미라 페르민)

### 게임
2004년
- 체리슈 피자는 어떻습니까♥ (스미카와 이츠미) : 타카츠키 츠바사 (高槻つばさ) 명의
- 인형 유적 (디아나)

2005년
- 파르페 -Chocolat Second Style- PC판 (카자미 유이) : 타카츠키 츠바사 (高槻つばさ) 명의

2006년
- 포세트 - Cafe au Le Ciel Bleu - (카자미 유이) : 타카츠키 츠바사 (高槻つばさ) 명의

2008년
- 청소 전대 클린 키퍼 (정령 아리아)